# The Land of New Hope
The Land Of New Hope é o primeiro álbum do projeto de power metal Avalon, encabeçado pelo guitarrista finlandês Timo Tolkki (ex-Stratovarius, ex-Revolution Renaissance, ex-Symfonia). Foi lançado em 17 de maio de 2013 pela Frontiers Records e traz dez vocalistas e instrumentistas convidados para compor a formação do disco.
Sobre o disco, Timo afirmou: "eu meio que me redescobri musicalmente ao fazer este álbum. Eu escrevi a história primeiro e comecei a compor a música depois disso. Meu objetivo era escrever canções memoráveis com boas melodias que sustentariam a história... Neste álbum você encontrará um monte de dinâmicas diferentes... com algumas canções que são totalmente orquestradas e soam muito muito grandiosas."
A história do álbum começa em 2055, quando a maioria das grandes cidades do Planeta Terra estão ou inundadas por tsunamis ou destruídas por terremotos e incêndios. Toda a infraestrutura e sistema de comunicações caíram. A destruição é total. Um pequeno grupo de sobreviventes partem em uma busca para encontrar um local sagrado conhecido como A Terra da Nova Esperança. É um antigo conto de fadas que tem sido contado há décadas, mas poucos já acreditaram realmente na sua existência. Eles viajam para longe em uma jornada que é cheia de perigos e se encontram com uma vidente que os guia no decorrer da jornada. ela explica a eles que A Terra da Nova Esperança existe, mas é protegida por um guardião e só aqueles que são puros de coração podem passar por ele. Eles caminham adiante em direção ao seu destino final..." Tolkki planeja fazer uma trilogia, sendo este álbum a parte final dela.

## Faixas[4][5]
Todas as faixas escritas e compostas por Timo Tolkki. 
| N.º | Título                     | Vocalista convidado                 | Duração |  |
| 1.  | "Avalanche Anthem"         | Russell Allen, Rob Rock & Elize Ryd | 4:52    |  |
| 2.  | "A World without Us"       | Russell Allen, Rob Rock & Elize Ryd | 5:42    |  |
| 3.  | "Enshrined in My Memory"   | Elize Ryd                           | 4:05    |  |
| 4.  | "In the Name of the Rose"  | Russell Allen, Rob Rock & Elize Ryd | 4:26    |  |
| 5.  | "We Will Find a Way"       | Rob Rock & Tony Kakko               | 4:24    |  |
| 6.  | "Shine"                    | Elize Ryd & Sharon den Adel         | 3:36    |  |
| 7.  | "The Magic of the Night"   | Rob Rock                            | 4:42    |  |
| 8.  | "To the Edge of the World" | Rob Rock                            | 5:01    |  |
| 9.  | "I’ll Sing You Home"       | Elize Ryd                           | 5:01    |  |
| 10. | "The Land of New Hope"     | Michael Kiske                       | 8:53    |  |

## Músicos
- Timo Tolkki - Guitarras, baixo, produção

### Instrumentistas convidados
- Alex Holzwarth (Rhapsody Of Fire) - Bateria
- Derek Sherinian (ex-Dream Theater, ex-Black Country Communion) - Teclados
- Jens Johansson (Stratovarius) - Teclados
- Mikko Härkin (ex-Sonata Arctica, ex-Symfonia, Luca Turilli's Rhapsody) - Teclados

### Vocalistas convidados
- Elize Ryd (Amaranthe)
- Michael Kiske (Unisonic, Helloween)
- Russell Allen (Symphony X, Star One, Adrenaline Mob)
- Rob Rock (Impellitteri, ex-Axel Rudi Pell)
- Sharon den Adel (Within Temptation)
- Tony Kakko (Sonata Arctica)